# Distretto di Daiyue
Il distretto di Daiyue (岱岳区S, Dàiyuè QūP) è un distretto della Cina, situato nella provincia dello Shandong e amministrato dalla prefettura di Tai'an.